# Vidhu Vinod Chopra
Vidhu Vinod Chopra (tiếng Hindi: विधु विनोद चोपड़ा, sinh ngày 5 tháng 9 năm 1962) là nam đạo diễn, nhà biên kịch kiêm nhà sản xuất phim nổi tiếng, từng là nhà biên tập phim, diễn viên kiêm nhạc sĩ người Ấn Độ. Cho đến nay ông được mọi người biết đến qua các tác phẩm ăn khách thị trường Bollywood như 1942: A Love Story, Piranda, loạt phim Munna Bhai, Sanju, Shikara, 3 chàng ngốc và PK.
Ông hiện đang là Chủ tịch kiêm CEO của hãng phim do ông sáng lập vào năm 1985, có tựa đề Vinod Chopra Films. 

## Đầu đời
Ông sinh ra và lớn lên tại Srinagar, cha ông vốn là người Pakistan nhập cư, có anh trai cùng mẹ khác cha ông là đạo diễn Ramanand Sagar. 
Năm 1990, vì xung đột ở quê hương ông, gia đình ông phải di cư ở nhiều nơi khác nhau. Thời trai trẻ, ông theo học nghề đạo diễn tại Trường Viện Điện ảnh và Truyền hình Ấn Độ (FTII).

## Danh sách phim
| Năm  | Phim                            | Vai trò                            | Chú thích |
| ---- | ------------------------------- | ---------------------------------- | --- |
| 2020 | Shikara                         | Sản xuất, viết kịch bản, đạo diễn  | [ 4 ] |
| 2019 | Ek Ladki Ko Dekha Toh Aisa Laga | Sản xuất                           | |
| 2018 | Sanju                           | Sản xuất                           | |
| 2016 | Wazir                           | Sản xuất, viết kịch bản, biên tập  | |
| 2015 | Broken Horses                   | Sản xuất, viết kịch bản, đạo diễn  | |
| 2014 | PK                              | Sản xuất                           | |
| 2012 | Ferrari Ki Sawaari              | Sản xuất, viết kịch bản            | |
| 2009 | 3 chàng ngốc                    | Sản xuất, viết kịch bản            | National Film Award for Best Popular Film Providing Wholesome Entertainment Filmfare Award for Best Film Filmfare Award for Best Screenplay                                                       |
| 2007 | Eklavya: The Royal Guard        | Sản xuất, viết kịch bản, đạo diễn  | |
| 2006 | Lage Raho Munna Bhai            | Sản xuất, viết kịch bản, biên tập  | National Film Award for Best Popular Film Providing Wholesome Entertainment Filmfare Award for Best Story Nominated - Filmfare Award for Best Film Nominated - Filmfare Award for Best Screenplay |
| 2005 | Parineeta                       | Sản xuất, viết kịch bản, biên tập  | Indira Gandhi Award for Best Debut Film of a Director Nominated - Filmfare Award for Best Film |
| 2003 | Munna Bhai MBBS                 | Sản xuất, viết kịch bản            | National Film Award for Best Popular Film Providing Wholesome Entertainment Filmfare Critics Award for Best Film Filmfare Award for Best Screenplay Nominated - Filmfare Award for Best Film      |
| 2000 | Mission Kashmir                 | Sản xuất, viết kịch bản, đạo diễn  | Nominated - Filmfare Award for Best Film Nominated - Filmfare Award for Best Director |
| 1998 | Kareeb                          | Sản xuất, viết kịch bản, đạo diễn  | |
| 1994 | 1942: A Love Story              | Sản xuất, viết kịch bản, đạo diễn  | Nominated - Filmfare Award for Best Film Nominated - Filmfare Award for Best Director |
| 1989 | Parinda                         | Sản xuất, viết kịch bản, đạo diễn  | Filmfare Award for Best Director Nominated - Filmfare Award for Best Film |
| 1985 | Khamosh                         | Sản xuất, viết kịch bản, đạo diễn  | |
| 1983 | Jaane Bhi Do Yaaro              | Diễn viên                          | |
| 1981 | Sazaye Maut                     | Viết kịch bản, đạo diễn            | |
| 1978 | An Encounter with Faces         | Đạo diễn                           | Nominated - Academy Award for Best Documentary (Short Subject) |
| 1976 | Murder at Monkey Hill           | Viết kịch bản, đạo diễn, diễn viên | National Film Award for Best Experimental Film |

## Đời tư
Chopra đã từng trải qua các mối lương duyên khác nhau, nhưng mối lương duyên với nữ phóng viên, tác gia kiêm nhà phê bình phim Anupama Chopra là khoảnh khắc đáng nhớ nhất trong cuộc đời ông. Ông có hai người con, trong đó cô con gái Zanu của ông là nhà văn kiêm nhà thơ nổi tiếng.